# Зеленовка (Донецкая область)
Зеленовка (укр. Зеленівка) — посёлок в Покровском районе Донецкой области Украины.
Население по переписи 2001 года составляло 54 человека. Почтовый индекс — 85611. Телефонный код — 6278. Код КОАТУУ — 1423381504.

## Местный совет
85611, Донецька обл., Мар’їнський р-н, с-ще Дачне, вул.Логвиненко,1а[обновить данные]